# 1657 en arts plastiques
| Années des arts plastiques : 1654 - 1655 - 1656 - 1657 - 1658 - 1659 - 1660    |
| Décennies des arts plastiques : 1620 - 1630 - 1640 - 1650 - 1660 - 1670 - 1680 |

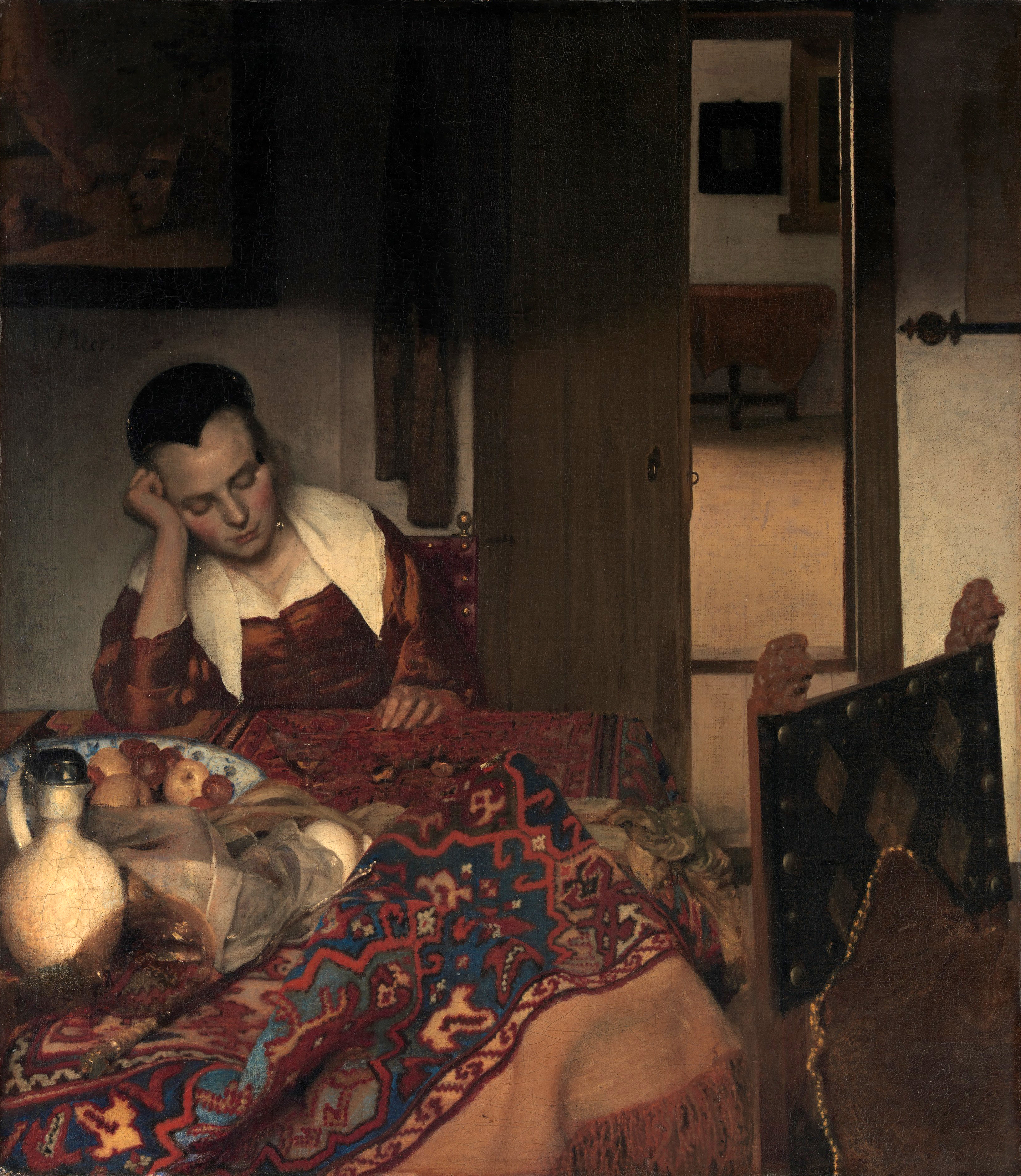
Une jeune fille assoupie, toile de Johannes Vermeer.

Cette page concerne l'année 1657 en arts plastiques.

## Œuvres
- Les Ménines, huile sur toile de Diego Vélasquez (musée du Prado).

## Naissances
- 25 janvier : Giuseppe Nicola Nasini, peintre baroque italien de l'école florentine décadente († 3 juillet 1736),
- 26 février : Carl Gustav Klingstedt, peintre suédois († 17 février 1734),
- 19 août : Ferdinando Galli da Bibiena, peintre, architecte de style baroque, théoricien de l'art et scénographe italien († 3 janvier 1743),
- 4 octobre : Francesco Solimena, peintre d'histoire et de sujets religieux et architecte italien de l'école napolitaine de la période baroque († 5 avril 1747),
- ? :
  - Giorgio Bonola, peintre baroque italien († 1700),
  - Jérémie Delutel, peintre français († 8 avril 1728),
  - Joseph Vivien, peintre portraitiste français († 5 décembre 1734).

## Décès
- 10 février : Sébastien Stoskopff, peintre alsacien (° 13 juillet 1597),
- 19 février : Evert van Aelst, peintre hollandais (° 1602),
- 29 avril : Jacques Stella, peintre français (° 1596),
- 21 juin : Jan Antonisz van Ravesteyn, peintre néerlandais (° vers 1572),
- 3 septembre : Giovanni Francesco Guerrieri, peintre italien (° 1589),
- 13 septembre : Jacob van Campen, peintre néerlandais (° 2 février 1596),
- 5 octobre : Bartholomeus Breenbergh, peintre néerlandais (° 13 novembre 1598),
- ? :
  - Giuseppe Badaracco, peintre baroque italien (° 1588),
  - David Bailly, peintre néerlandais (° 1584),
  - Giovanni Battista Baiardo, peintre baroque italien (° ?),
  - David Bailly, peintre néerlandais (° 1584),
  - Bartolomeo Biscaino, peintre et graveur baroque italien de l'école génoise (° 14 avril 1629),
  - Carlo Borzone,  peintre baroque italien de l'école génoise (° ?).